# Строители брачного терема
«Строители брачного терема» — трагедия древнегреческого драматурга Эсхила (первая половина V века до н. э.). Её текст почти полностью утрачен, сохранился только один короткий фрагмент: «Украсьте-ка стропила потолочные // Лесбийскою резьбой из треугольников!». О сюжете пьесы сохранившиеся источники не сообщают, а дошедший до нас фрагмент ничего не добавляет к названию в смысловом отношении. Согласно одной из гипотез, «Строители брачного терема» — альтернативное название трагедии Эсхила «Египтяне», и речь там идёт о подготовке к коллективной свадьбе Египтиадов и Данаид.